# Église catholique à Saint-Marin
L'Église catholique à Saint-Marin (en italien : « Chiesa cattolica a San Marino »), désigne l'organisme institutionnel et sa communauté locale ayant pour religion le catholicisme à Saint-Marin.
L'Église à Saint-Marin est organisée en une unique juridiction territoriale, le doyenné Saint-Marin (it) qui n'est pas soumis à une juridiction nationale au sein d'une église nationale mais qui appartient au Diocèse de Saint-Marin-Montefeltro, région ecclésiastique d'Émilie-Romagne soumise à la juridiction universelle du pape, évêque de Rome, au sein de l'« Église universelle ».
L'Église catholique est autorisée à Saint-Marin.
L'Église catholique est la communauté religieuse majoritaire à Saint-Marin.

## Législation en matière religieuse
Depuis 1974, Saint-Marin n'a plus de religion d'État ou officielle, mais l’État finance l’Église catholique à partir de l’impôt ainsi que l’enseignement religieux catholique dont l'assiduité n'est cependant pas obligatoire,. Les symboles religieux catholiques, tels que les crucifix, dans les tribunaux et dans d’autres bureaux publics ne sont pas rare. L'article 4 de la Déclaration des droits des citoyens de 1974 (devenu l’article 5 avec les amendements de 2002), autorise toutes les religions dont l'Église catholique : «  Tous sont égaux devant la loi, sans distinction religieuse ».

## Organisations et institutions catholiques
L'Église catholique comprend douze paroisses rassemblées dans un doyenné, le doyenné Saint-Marin (it), dont le siège est à Serravalle (Saint-Marin),,:
- Paroisse Saint-André l’Apôtre à Acquaviva;
- Paroisse Sainte-Vierge de la Consolation à Borgo Maggiore;
- Paroisse Saint-Jean Baptiste à Chiesanuova;
- Paroisse Marie-Auxiliatrice à Dogana (it);
- Paroisse Saint-Michel Archange à Domagnano;
- Paroisse Saint-Paul à Faetano;
- Paroisse Saint-Pierre l'Apôtre à Falciano;
- Paroisse Saint-Barthélemy l'Apôtre à Fiorentino;
- Paroisse Saint-Lorenzo à Montegiardino;
- Paroisse Saint-André à Serravalle;
- Paroisse Saint-Jean Baptiste à San Giovanni Battista sotto le Penne;
- Paroisse Saint-Pierre et Saint-Leo Marin dans la Ville de Saint-Marin.

Le doyenné Saint-Marin (it) fait partie du Diocèse de Saint-Marin-Montefeltro. Le siège du diocèse est à Pennabilli, en Italie, où se trouve la cathédrale Saint-Leo (it). Il n'y a pas de cathédrale sur le territoire de la République de Saint-Marin. La basilique Saint-Marin est co-cathédrale du diocèse avec la co-cathédrale Saint-Leo (it).
Le Diocèse de Saint-Marin-Montefeltro est suffragant de l'archidiocèse de Ravenne–Cervia qui appartient à la province ecclésiastique de Ravenne–Cervia qui elle-même appartient à la région ecclésiastique d'Émilie-Romagne.
En étroite communion avec le Saint-Siège, l'évêque du Diocèse de Saint-Marin-Montefeltro est membre d'une instance de concertation, la conférence épiscopale d'Emilia-Romagna.
Le doyenné Saint-Marin (it) dispose de nombreuses organisations catholiques, notamment, :
- Compagnie de Sacramento dans la paroisse de Acquaviva.
- Legato Sabbaton dans la paroisse de Acquaviva.
- Société de la paroisse Notre-Dame de Consolation à Borgo Maggiore.
- Compagnie de la Croix dans la paroisse de Borgo Maggiore Borgo Maggiore.
- San Rocco Cailungo officie dans la paroisse de Borgo Maggiore.
- Compagnia del Sacramento dans la paroisse SS.mo Chiesanuova.
- Compagnia del Sacramento dans la paroisse de SS.mo Domagnano.
- Bourse dans la paroisse de Sacramento SS.mo Faetano.
- Association dans la paroisse de Sacramento SS.mo Fiorentino.
- Société de Saint-Rosaire nella Parrocchia di Fiorentino.
- Compagnia del Sacramento dans la paroisse de SS.mo Montegiardino.
- Compagnie de Sacramento dans la paroisse de Serravalle.
- Compagnie du crucifix dans la paroisse de Serravalle Serravalle.
- Compagnie de la paroisse Holy Rosary à Serravalle.
- Société Notre-Dame du Mont Carmel dans la ville de Saint-Marin.
- Société Madonna di Ca 'Centino à Saint-Marin.
- Compagnie de Sacramento, Saint-Marin.
- San Rocco Piaggio Saint-Marin.
- Opéra San Marino Soins Catholiques.
- Couvent San Francesco des Frères Mineurs Conventuels à Saint-Marin.
- Couvent des Frères Mineurs Capucins à Saint-Marin.
- Monastère Santa Maria dei Servi à Valdragone.
- Maison San Giuseppe de Frati Minori Valdragone.
- Monastère de Santa Chiara à Valdragone.
- Institut de nos professeurs de religion.
- Garde d'honneur du cœur immaculé de Marie.
- Salésiens de Don Bosco[11].

## Édifices catholiques
Les douze paroisses de l'Église catholique se répartissent plusieurs édifices catholiques, notamment :

### Basilique
- La basilique Saint-Marin, co-cathédrale du diocèse de Saint-Marin-Montefeltro avec la co-cathédrale Saint-Leo (it);

### Église
- église paroissiale Sant'Antimo à Borgo Maggiore;

### Chapelle
- Chapelle Pauline de la paroisse de Domagnano;
- Chapelle de la paroisse de San Giovanni Sotto Le Penne;
- Chapelle Bonetti dans la ville de Saint-Marin;
- Chapelle de la paroisse de Montegiardino Micheloni;
- Chapelle de la paroisse de Montegiardino Piccioni.

### Sanctuaire
- Sanctuaire de la Madonna de la Consolation à Borgo Maggiore[12];

## Nonces apostoliques
Il n'y a pas de nonce apostolique résidant à Saint-Marin, le nonce en Italie remplit cette fonction.
- Pier Luigi Celata (7 mai 1988 - 6 février 1995, nommé nonce apostolique en Turquie (en)), également archevêque titulaire de Dioclée (de)
- Francesco Colasuonno † (22 avril 1995 - 21 février 1998 démission), également archevêque titulaire de Truentum (de)
- Andrea Cordero Lanza di Montezemolo † (7 mars 1998 - 17 avril 2001 retraité), également archevêque titulaire de Tuscania (de)
- Paolo Romeo (17 avril 2001 - 19 décembre 2006 nommé archevêque de Palerme), également archevêque titulaire de Vulturia (de)
- Giuseppe Bertello (11 janvier 2007 - 1er octobre 2011, nommé président du gouvernorat de la Cité du Vatican), également archevêque titulaire d'Urbs Salvia (de)
- Adriano Bernardini (15 novembre 2011 - 12 septembre 2017 retraité), également archevêque titulaire de Falerii (de)
- Emil Paul Tscherrig, (12 septembre 2017 - 11 mars 2024 retraité), également archevêque titulaire de Voli (de)
- Petar Rajič, depuis le 11 mars 2024, également archevêque titulaire de Sarsenterum (de).

## Ecclésia
Dans une population de 33 000 habitants (97%), l'Église catholique est la communauté religieuse majoritaire avec 30 000 de catholiques baptisés.

## Sources
- Annuaire pontifical de 2017 et précédents